# Ophiorrhiza palauensis
Ophiorrhiza palauensis är en måreväxtart som beskrevs av Theodoric Valeton. Ophiorrhiza palauensis ingår i släktet Ophiorrhiza och familjen måreväxter. Inga underarter finns listade i Catalogue of Life.